# 菲羅沃區

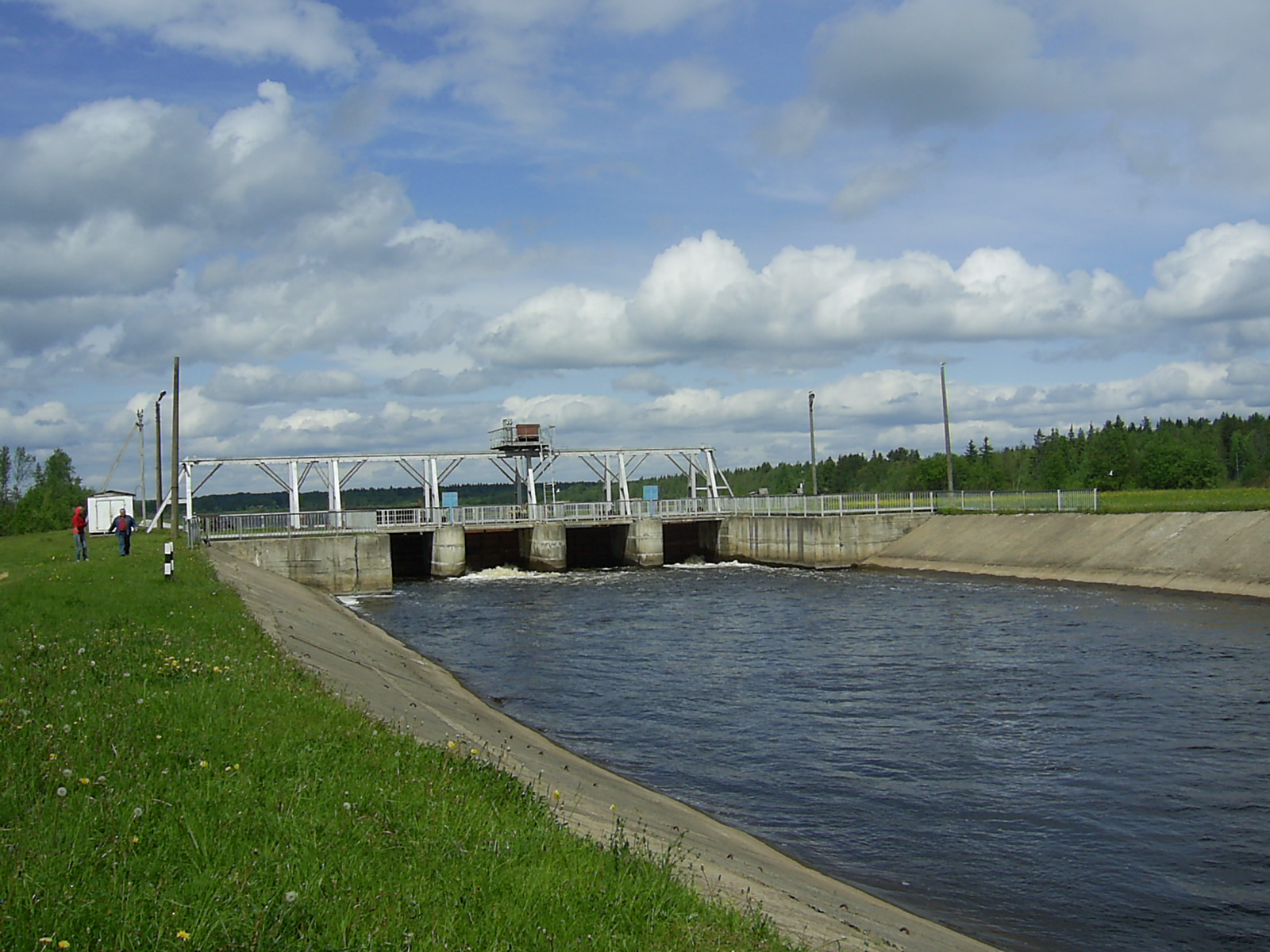

57°29′00″N 33°42′09″E / 57.48333°N 33.70250°E
菲羅沃區（俄语：Фировский район），是俄羅斯的一個區，位於該國西部，由特維爾州負責管轄，面積1,836平方公里，2010年該區人口9,396，人口密度每平方公里5.12人。